# Leptophractus
Leptophractus — це вимерлий рід емболомерів, відомий із вугільних шахт пізнього карбону поблизу Лінтона, штат Огайо.